# Wild West (motorfiets)
Wild West is een merk van motorfietsen.
Wild West Motorcycle Co., Poway, Californië. 
Wild West Amerikaanse chopper-bouwer. Het bedrijf van Paul Seiter startte in 1995. 
De motorblokken komen waarschijnlijk van S&S. Wild West bouwt drie basismodellen in verschillende uitvoeringen.